# В гостях у Элис
«В гостях у Элис» (англ. Home Again; Снова дома) — американская романтическая комедия режиссёра Холли Мейерс-Шайер об одинокой матери, которая впускает в свой дом троих молодых людей, в результате чего её жизнь наполняется новыми красками. В главной роли Риз Уизерспун.

## Сюжет
В этом доме в Голливуде жил когда-то великий кинорежиссёр. Его бывший кабинет всё ещё завешан старыми афишами, сценарии с собственноручными пометками сложены в большие коробки, «Оскар» пылится на подоконнике. Теперь в доме поселилась его дочь.
Элис Кинни (Риз Уизерспун) только что исполнилось сорок. Она не слишком-то востребованный дизайнер по интерьерам, у неё две дочери-школьницы, а мужа-музыканта Остина (Майкл Шин) она, устав от пятнадцати лет сумасшедшего брака, оставила пять месяцев назад на Восточном побережье. Изредка к дочери с внучками заезжает бабушка (Кэндис Берген), одна из многочисленных жён покойного отца Элис, когда-то сыгравшая в его фильмах свои лучшие роли.
Внезапный приступ бабушкиной сентиментальности и приводит к тому, что Элис оказывается вынуждена дать в гостевом домике на другом конце сада временный приют трём талантливым молодым парням, пытающимся пробиться в мир кино: актёру Тедди (Нэт Вулфф), его старшему брату, режиссёру Гарри (Пико Александер), и их лучшему другу сценаристу Джорджу (Джон Рудницкий). В портфолио у юных гениев одна-единственная короткометражка, но кое-кого в Голливуде она заинтересовала; но вот только жить ребятам негде. 
И вот тут из Нью-Йорка примчался бывший муж, пока ещё отказывающийся признать, что он уже совсем окончательно «бывший», и сильно обеспокоенный тем, что вокруг дома, где живёт его жена и растут его дочери, отираются три каких-то сомнительных типа.
Череда крупных и мелких неприятностей, понятное взаимное недоверие, споры, ссоры и даже полноценная драка — всё это будет. Но хорошие люди в конце концов всегда сумеют найти общий язык. Настоящая дружба, как и настоящая любовь — слишком большая ценность, чтобы позволить всяким случайностям помешать ей.

## В ролях
- Риз Уизерспун — Элис Кинни
- Кэндис Берген — Лилиан Стюарт, мать Элис
- Майкл Шин — Остин Блум, бывший муж Элис
- Лола Флэнери — Изабель Блум, старшая дочь Элис и Остина
- Иден Грейс Редфилд — Рози Блум, младшая дочь Элис и Остина
- Пико Александер (Pico Alexander) — Гарри Дорси, начинающий режиссёр
- Нэт Вулфф — Тедди Дорси, начинающий актёр
- Джон Рудницкий (Jon Rudnitsky) — Джордж Эпплтон, начинающий сценарист
- Долли Уэллс — Трейси, лучшая подруга Элис
- Лэйк Белл — Зои, клиентка Элис
- Рид Скотт (Reid Scott) — Джастин Миллер, кинопродюсер
- Пи Джей Бирн — Пол
- Майкл Сирил Крейтон (Michael Cyril Creighton) — Брэд

## Прокат
Премьера в Израиле, России и на Украине состоялась 7 сентября 2017 года, в Дании, ОАЭ и Португалии — 21 сентября 2017 года, в Бразилии, Нидерландах и Новой Зеландии — 19 октября 2017 года.